# Coleophora cracella
Coleophora cracella — вид лускокрилих комах родини чохликових молей (Coleophoridae).

## Поширення
Вид поширений в помірному поясі Європи. Присутній у фауні України.

## Спосіб життя
Гусінь живиться листям мишачого горошку. Личинка живе у чохлику чорного кольору, пістолетоподібної форми, зверху покритого прозорою мантією.

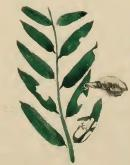
Гусениця на кормовій рослині
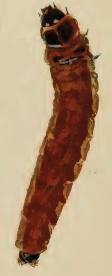
Личинка без чохлика
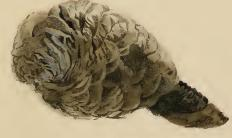
Личинка у чохлику